# Cyrtarachne biswamoyi
Cyrtarachne biswamoyi är en spindelart som beskrevs av Benoy Krishna Tikader 1961. Cyrtarachne biswamoyi ingår i släktet Cyrtarachne och familjen hjulspindlar. Inga underarter finns listade i Catalogue of Life.